# Dryopsophus aruensis
Espèce
Synonymes
- Hyla aruensis Horst, 1883
- Litoria aruensis (Horst, 1883)

Statut de conservation UICN

 DD  : Données insuffisantes
Dryopsophus aruensis est une espèce d'amphibiens de la famille des Pelodryadidae.

## Répartition
Cette espèce est endémique d'Indonésie. Elle se rencontre dans les îles Aru et Misool.
Les spécimens de Nouvelle-Guinée occidentale ne sont pas attribuables de manière certaine à cette espèce.

## Description
L'holotype mesure 42 mm.

## Étymologie
Son nom d'espèce, composé de aru et du suffixe latin -ensis, « qui vit dans, qui habite », lui a été donné en référence au lieu de sa découverte, les îles Aru.

## Publication originale
- Horst, 1883 : On new and little-known frogs from the Malayan Archipelago. Notes of the Leyden Museum, vol. 5, p. 235-244 (texte intégral).